# Härmäjärvi
Härmäjärvi är en sjö i Finland. Den ligger i kommunen Kuhmo i landskapet Kajanaland, i den centrala delen av landet, 500 km norr om huvudstaden Helsingfors. Härmäjärvi ligger 213,5 meter över havet. Den är 10,4 meter djup. Arean är 1,7 kvadratkilometer och strandlinjen är 17,35 kilometer lång. Sjön  ingår i Uleälvens huvudavrinningsområde.   
I övrigt finns följande i Härmäjärvi:
- Paksusaari (en ö)